# داروهای ضد دیابت

داروهای ضد دیابت

داروهای ضد دیابت، داروهایی هستند که برای پایین آوردن گلوکز خون در بیماری دیابت استفاده می‌شوند. به جز انسولین، اگزناتید، لیراگلوتاید، سماگلوتاید، پراملینتاید همه این داروها خوراکی هستند و بنابراین با اسامی داروهای هایپوگلایسمیک خوراکی یا ضدهایپرگلایسمی خوراکی نیز نامیده می‌شوند. تفاوت‌های اساسی بین داروهای ضد دیابت وجود دارد و انتخاب هر یک بر اساس ماهیت و مرحله بیماری است.
دیابت (Diabetes) یک بیماری خطیر است که در آن بدن شما نمی تواند قند مصرف شده را جهت تولید انرژی بسوزاند. سالانه در آمریکا 200 هزار نفر بعلت دیابت می میرند. دیابت شایعترین علت بیماریهای قلبی عروقی، سکته ها، نارسائی کلیه، کوری و قطع اندام می باشد. بیماران دیابتی دو برابر افراد عادی مبتلا به بیماری قلبی شده و دو برابر افراد عادی از بیماری قلبی فوت می کنند.
هر چیزی که ما می خوریم در دستگاه گوارش هضم شده و سرانجام تبدیل به مولکول قند یا همان گلوکوز می شود. در بدن ما هورمونی وجود دارد بنام انسولین که قفل سلولها را باز کرده و سبب می شود که گلوکوز وارد سلول شده و به مصرف انرژی برسد. دیابت (Diabetes) وقتی حادث می شود که در بدن ما انسولین کافی برای وارد کردن گلوکوز بداخل سلولها وجود نداشته باشد. این سبب می شود که گلوکوز در خون تجمع بیابد و در اصطلاح می گوئیم که قند خون افزایش پیدا کرده است.
بطور کلی دو نوع بیماری قند یا دیابت وجود دارد:
•    نوع یک که در آن بدن یا انسولین تولید نمی کند و یا اینکه انسولین کم تولید می کند. فقط 10-5 درصد دیابتها از نوع یک هستند و بیشتر در کودکان دیده می شود. در این نوع، بیمار باید روزانه انسولین تزریق کند.
•    نوع دو که در آن بدن مقداری انسولین تولید می کند ولی سلولها به انسولین پاسخ نمی دهند. در حدود 95-90 درصد دیابت از نوع دو می باشد. این نوع دیابت بیشتر در مردان بالای 40 سال که چاق هستند دیده می شود. میلیونها نفر از مردم در سرتاسر دنیا مبتلا به دیابت نوع دو هستند ولی از وجود آن خبر ندارند.
تشخیص دیابت
دیابت (Diabetes) نوع یک را اغلب می توان در عرض چند روز یا چند هفته تشخیص داد چون علائم آن شدید هستند. این علائم عبارتند از:
•    تکرر ادرار که در آن حجم ادرار زیاد شده است. بیمار هر بار که ادرار می کند مقادیر زیادی ادرار دفع می کند.
•    خشکی دهان و تشنگی بیش از حد
•    احساس ناگهانی خستگی
•    کاهش وزن بدون دلیل
•    تاری دید
دیابت نوع 2 به آهستگی ایجاد شده و علائم کمتری نیز ایجاد می کند. معمولاً هنگام تشخیص دیابت نوع 2، بطور متوسط 5 سال از ابتلا به این بیماری می گذرد. در شروع، علائم شبیه دیابت نوع 1 (Type 1 Diabetes) می باشد ولی چون به آهستگی ایجاد می شود معمولاً توجه بیمار را به خود جلب نمی کند. سایر علائم دیابت نوع 2 عبارتند از:
•    احساس سوزش و مور مور شدن در دستها و پاها
•    تأخیر در التیام زخمها و بریدگیها
•    عفونتهای ادراری
•    ناتوانی جنسی
چون تشخیص علائم دیابت نوع 2 (Type 2 Diabetes)  خیلی مشکل است، معمولاً این بیماری در آزمایشات چک آپ و یا دوره ای تشخیص داده می شود. درصد قابل ملاحظه ای از مردان که بعلت ناتوانی جنسی مراجعه می کنند، پس از بررسی مشخص می شود که دارای بیماری دیابت نوع 2  هستند که از وجود آن مطلع نبوده اند. گاهاً قند خون بیمار بالا است ولی هنوز معیارهای دیابت را ندارد که به آن حالت پیش-دیابت می گویند. سرانجام درصد قابل
ملاحظه ای از این بیماران مبتلا به دیابت خواهند شد. عوامل خطر ساز برای دیابت عبارتند از:
•    سن بالاتر از 45 سال
•    چاقی به ویژه چاقی شکمی
•    داشتن والدین، برادر یا خواهر مبتلا به دیابت
•    ورزش کمتر از دو بار در هفته
•    بالا بودن فشار خون و چربی خون
دیابت شیرین نوع ۱بیماری‌ای است که در آن به علت تخریب سلول‌های جزیره‌ای در لوزالمعده با کمبود مطلق انسولین مواجه هستیم. به همین علت بیماران مبتلا به این بیماری باید از انسولین استفاده کنند.
در دیابت شیرین نوع ۲ سلول‌های بدن در برابر انسولین از خود مقاومت نشان می‌دهند.
نوعی گیاه وجود دارد به نام استویا یا شیرین برگ. از این گیاه که 300 برابر شیرین تر از قند است، انواع قند و شکر تولید می شود که قند آنها اصلا جذب بدن نشده و و مناسب رژیم های بیماری دیابت می باشد.

## انواع
به سه نوع:
۱: دیابت نوع ۱
۲: دیابت نوع ۲ 
۳:پرا دیابتی (در وقت حامله دیابت بوده بعداز تولد دیابت نمیباشد
داروهای خوراکی و تزریقی ضد دیابت به گروه‌های انسولین، تحریک‌کننده ترشح انسولین،  کاهش دهنده مقاومت به انسولین، مهارکننده‌های آلفا گلوکوزیداز، آنالوگ‌های پپتیدی و تحریک‌کننده‌های دفع ادراری گلوکز تقسیم می‌شوند.

### انسولین‌ها
- انسولین‌های سریع اثر
- انسولین کوتاه اثر
- انسولین‌های متوسط اثر
- انسولین‌های طولانی اثر
- انسولین مخلوط

### تحریک‌کننده‌های ترشح انسولین
- سولفینیل اوره‌ها
- سایر تحریک‌کننده‌های ترشح انسولین

### کاهش دهنده‌های مقاومت به انسولین
- بای‌گوانیدها
- تیازولیدین‌دیون‌ها
- فعال‌کننده‌های لین کیناز

## انسولین‌ها
انسولین معمولاً به روش زیرجلدی و از طریق تزریق با قلم انسولین، سرنگ و یا پمپ انسولین تجویز می‌شود. در حال حاضر مطالعات زیادی در زمینه یافتن روش‌های دیگری برای مصرف انسولین در حال انجام است. انسولین از نظر نحوه اثر به دسته‌های زیر تقسیم می‌گردد:

### انسولین سریع اثر
انسولینهای سریع اثر مسئول کنترل قندخون در زمان مصرف وعده‌های غذایی هستند. این نوع انسولین‌ها معمولاً در رژیم ترکیبی با انسولین‌های طولانی اثر استفاده می‌شوند. از انسولین‌های سریع اثر می‌توان انواع زیر را نام برد:
- انسولین لیسپرو؛ مانند (به انگلیسی: Humalog)
- انسولین آسپارت؛ مانند (به انگلیسی: Novolog)
- انسولین گلولیزین؛ مانند (به انگلیسی: Apidra)

### انسولین کوتاه اثر
انسولین‌های کوتاه اثر مسئول کنترل قندخون در بازه زمانی ۳۰ تا ۶۰ دقیقه پس از صرف غذا هستند. از انسولین‌های کوتاه اثر می‌توان انواع زیر را نام برد:
- انسولین رگولار؛ مانند (به انگلیسی: Novolin)
- انسولین ولوسولین؛ مانند (به انگلیسی: Velosulin) ویژه استفاده در پمپ انسولین

### انسولین متوسط اثر
انسولین‌های متوسط اثر مسئول کنترل قندخون در نیمه‌شب و یا نیمی از روز هستند. از انسولین‌های متوسط اثر می‌توان نوع را نام برد:
- انسولین ان‌پی‌اچ

### انسولین طولانی اثر
انسولین‌های طولانی اثر مسئول کنترل قندخون در طول یک روز کامل هستند؛ این انسولین‌ها در زمان نیاز، به صورت ترکیبی با انسولین‌های کوتاه اثر یا سریع اثر استفاده می‌شوند. از انسولین‌های طولانی اثر می‌توان انواع زیر را نام برد:
- انسولین گلارژین؛ مانند (به انگلیسی: Basaglar)، (به انگلیسی: Lantus)، (به انگلیسی: Toujeo)
- انسولین دِتِمیر؛ مانند (به انگلیسی: Levemir)
- انسولین دگلودِک؛ مانند (به انگلیسی: Tresiba)

### انسولین مخلوط
انسولین‌های مخلوط معمولاً دو تا سه بار در روز و پیش از وعده‌های غذایی تزریق می‌شوند. از انسولین‌های کوتاه اثر می‌توان انواع زیر را نام برد:
- انسولین (به انگلیسی: Humulin 70/30)
- انسولین (به انگلیسی: Novolin 70/30)
- انسولین (به انگلیسی: Novolog 70/30)
- انسولین (به انگلیسی: Humulin 50/50)
- انسولین (به انگلیسی: Humalog mix 75/25)

| نوع انسولین و نام تجاری                                                    | شروع اثر    | اوج اثر           | مدت اثر    |
| -------------------------------------------------------------------------- | ----------- | ----------------- | ---------- |
| سریع اثر                                                                   |             |                   |            |
| لیسپرو (به انگلیسی: Humalog)                                               | ۱۵-۳۰ دقیقه | ۳۰-۹۰ دقیقه       | ۳-۵ ساعت   |
| آسپارت (به انگلیسی: Novolog)                                               | ۱۰-۲۰ دقیقه | ۴۰-۵۰ دقیقه       | ۳-۵ ساعت   |
| گلولیزین (به انگلیسی: Apidra)                                              | ۲۰-۳۰ دقیقه | ۳۰-۹۰ دقیقه       | ۱-۲/۵ ساعت |
| کوتاه اثر                                                                  |             |                   |            |
| رگولار (به انگلیسی: Novolin)                                               | ۳۰-۶۰ دقیقه | ۲-۵ ساعت          | ۵-۸ ساعت   |
| ولوسولین                                                                   | ۳۰-۶۰ دقیقه | ۱-۲ ساعت          | ۲-۳ ساعت   |
| متوسط اثر                                                                  |             |                   |            |
| ان‌پی‌اچ                                                                     | ۱-۲ ساعت    | ۴-۱۲ ساعت         | ۱۸-۲۴ ساعت |
| طولانی اثر                                                                 |             |                   |            |
| گلارژین (به انگلیسی: Basaglar)، (به انگلیسی: Lantus)، (به انگلیسی: Toujeo) | ۱-۱/۵ ساعت  | ندارد             | ۲۰-۲۴ ساعت |
| دِتِمیر (به انگلیسی: Levemir)                                                | ۱-۲ ساعت    | ۶-۸ ساعت          | تا ۲۴ ساعت |
| دگلودِک (به انگلیسی: Tresiba)                                               | ۳۰-۹۰ دقیقه | ندارد             | ۴۲ ساعت    |
| مخلوط                                                                      |             |                   |            |
| (به انگلیسی: Humulin 70/30)                                                | ۳۰ دقیقه    | ۲-۴ ساعت          | ۱۴-۲۴ ساعت |
| (به انگلیسی: Novolin 70/30)                                                | ۳۰ دقیقه    | ۲-۱۲ ساعت         | تا ۲۴ ساعت |
| (به انگلیسی: Novolog 70/30)                                                | ۱۰-۲۰ دقیقه | ۱-۴ ساعت          | تا ۲۴ ساعت |
| (به انگلیسی: Humulin 50/50)                                                | ۳۰ دقیقه    | ۲-۵ ساعت          | ۱۸-۲۴ ساعت |
| (به انگلیسی: Humalog mix 75/25)                                            | ۱۵ دقیقه    | ۳۰ دقیقه-۲/۵ ساعت | ۱۶-۲۰ ساعت |

## تحریک‌کننده‌های ترشح انسولین
تحریک‌کننده‌های ترشح انسولین گروهی از داروها هستند که باعث ترشح بیشتر انسولین از لوزالمعده می‌شوند.

### سولفونیل‌اوره‌ها
سولفونیل‌اوره‌ها اولین دسته داروهای خوراکی رایج کاهنده قند خون بودند. این داروها از طریق مهار کانال پتاسیم ATP سلول‌های بتای لوزالمعده باعث ترشح انسولین می‌شوند. تا کنون ۸ نوع مختلف از این دسته در آمریکای شمالی وارد بازار شده‌اند اما برخی از آن‌ها اکنون دیگر موجود نیستند. در حال حاضر داروهای نسل دوم این دسته رایج‌تر هستند. این داروها از نسل اول مؤثرتر بوده و عوارض کمتری دارند، با این حال همه آن‌ها می‌توانند باعث افزایش وزن شوند.
سولوفونیل‌اوره‌ها با پروتئین‌های پلاسما اتصالی قوی برقرار می‌کنند. به این علت که سولفونیل‌اوره‌ها ترشح انسولین را تحریک می‌کنند برای بیماران مبتلا به دیابت نوع ۲ سودمند هستند و مصرف هم‌زمان آن‌ها با متفورمین یا گلیتازون‌ها ایمن است. این دسته داروها برای بیماران بالای ۴۰ سال سن که کم‌تر از ۱۰ سال از ابتلایشان به دیابت نوع می‌گذرد بسیار مناسبند. افراد مبتلا به دیابت نوع ۱ یا دیابت بارداری نباید از این داروها استفاده کنند. عارضه اصلی این داروها افت قند خون است.
نسل دوم سولفونیل‌اوره‌ها به‌طور معمول هموگلوبین گلیکوزیله را به میزان  ٪۲-۱ کاهش می‌دهند.
داروهای نسل اول:
- تولبوتاماید
- استوهگزامید
- تولازاماید
- کلرپروپاماید

داروهای نسل دوم:
- گلیپیزید
- گلیبنکلامید (گلیبوراید)
- گلیمپیراید
- گلیکلازید
- گلیکلوپیرامید
- گلیکیدون

### تحریک‌کننده‌های غیر سولفونیل‌اوره‌ای ترشح انسولین

#### مگلیتینیدها
مگلیتیندها به لوزالمعده کمک می‌کنند تا انسولین ترشح کند و معمولاً با نام «تحریک‌کننده‌های کوتاه اثر» شناخته می‌شوند. این داروها همانند سولفونیل‌اوره‌ها روی کانال‌های پتاسیمی‌ اما در محل اتصال متفاوتی اثر می‌گذارند. آن‌ها باعث بسته شدن کانال‌های پتاسیمی سلول‌های بتا و باز شدن کانال‌های کلسیمی و ترشح انسولین می‌شوند.
آن‌ها اندکی قبل یا همراه با وعده‌های غذایی مصرف می‌شوند تا پاسخ انسولین به وعده غذایی را تقویت کنند. در صورت نخوردن یک وعده غذایی در روز، دارو نیز نباید مصرف نمی‌شود.
مگلیتیندها معمولاً هموگلوبین گلیکوزیله را ٪۱-۰.۵ کاهش می‌دهند.
داروهای این دسته:
- رپاگلینید
- ناتگلینید

عوارض جانبی شایع این داروها افزایش وزن و افت قند خون است.

## کاهش دهنده‌های مقاومت به انسولین
این گروه از داروها، اختصاصا ایراد اصلی در بروز دیابت نوع دو، یعنی مقاومت به انسولین را هدف قرار می‌دهند.

### بی‌گوانیدها
بی‌گوانیدها میزان تولید گلوکز در کبد را کاهش و جذب آن توسط بافت‌ها به خصوص ماهیچه‌های اسکلتی را افزایش می‌دهند. متفورمین پرمصرف‌ترین داروی دیابت نوع ۲ در کودکان و نوجوانان است، با این حال افرادی که نارسایی کبدی یا کلیوی دارند باید در مصرف آن احتیاط بورزند. هم‌چنین در بین داروهای رایج ضد دیابت، متفورمین تنها داروی خوراکی است که باعث افزایش وزن نمی‌شود. معمولاً با مصرف متفورمین هموگلوبین گلیکوزیله ٪۲-۱.۵ کاهش می‌یابد.
- متفورمین معمولاً بهترین انتخاب برای آن دسته از بیمارانی است که نارسایی قلبی نیز دارند( در هاريسون ذكر شده كه از موارد منع مصرف متفورمين CHF ميباشد !؟!؟! ). به علت افزایش خطر اسیدوز لاکتیک، باید پیش از انجام اعمال رادیوگرافی با مواد حاجب یددار مصرف متفورمین به صورت موقت قطع شود.[۵]
- فنفورمین در دهه‌های ۶۰ الی ۸۰ میلادی مصرف می‌شد اما به علت افزایش شدید خطر اسیدوز لاکتیک از بازار خارج شد.[۶]
- بوفورمین نیز به علت خطر اسیدوز لاکتیک از بازار جمع‌آوری شد.[۷]

متفورمین معمولاً انتخاب اول در بیماران دیابت نوع ۲ است. معمولاً پس از تشخیص اولیه بیماری، متفورمین در کنار فعالیت فیزیکی و کاهش وزن برای بیماران تجویز می‌شود، بر خلاف رویه گذشته که پس از کنترل نشدن قند خون با فعالیت فیزیکی و کاهش وزن، این دارو تجویز می‌شد. متفورمین علاوه بر شکل معمولی سریع رهش، به شکل آهسته رهش برای بیمارانی که دچار عوارض گوارشی می‌شوند، موجود است. همچنین این دارو به صورت ترکیبی با دیگر داروهای ضد دیابت نیز وجود دارد.

### تیازولیدین‌دیون‌ها
تیازولیدین‌دیون‌ها که به نام گلیتازون‌ها نیز شناخته می‌شوند، به پروتئینی به نام PPARγ متصل می‌شوند که بر رونویسی ژن‌های مؤثر در تنظیم متابولیسم چربی و گلوکز اثر دارد. این PPARها روی peroxysome proliferator responsive elements (PPRE) اثر می‌گذارند. PPREها روی ژن‌های حساس به انسولین اثر می‌گذارند و باعث بیشتر شدن تولید mRNA آنزیم‌های وابسته به انسولین می‌شود. نتیجه نهایی این فرآیندها استفاده بیشتر سلول‌ها از گلوکز است.
معمولاً با مصرف این داروها هموگلوبین گلیکوزیله ٪۲-۱.۵ کاهش می‌یابد. برخی از داروهای این دسته شامل موارد زیر است:
- روزیگلیتازون: آژانس دارویی اروپا در سپتامبر ۲۰۱۰ توصیه کرد که به علت افزایش خطر قلبی-عروقی این دارو از بازارها جمع شود.[۹]
- پیوگلیتازون
- تروگلیتازون: در دهه ۹۰ میلادی مورد استفاده قرار می‌گرفت اما به علت هپاتیت و آسیب کبدی از بازار جمع‌آوری شد.[۱۰]

### فعال‌کننده‌های Lyn Kinase
طبق نتایج مطالعات، تولیمیدون که یک فعال‌کننده Lyn kinase است می‌تواند باعث تقویم سیگنالینگ انسولین با مکانیسمی متفاوت از گلیتازون‌ها شود.

## مهارکننده‌های آلفا گلوکوزیداز
مهارکننده‌های آلفاگلوکوزیداز داروی ضد دیابت هستند اما داروی هایپوگلایسمیک به حساب نمی‌آیند زیرا اثر مستقیمی بر ترشح انسولین یا کاهش مقاومت سلول‌ها نسبت به انسولین ندارند. این داروها هضم کربوهیدرات‌ها را کند می‌کنند و در نتیجه گلوکز با سرعت کم‌تر وارد جریان خون شده و مشکلِ ترشح یا حساسیت به انسولین در افراد مبتلا به دیابت نوع ۲ کم‌تر تا حدی مدیریت می‌شود. این داروها به صورت تنها در مراحل اولیه عدم تحمل گلوکز مؤثر هستند اما می‌توانند همراه با سایر داروها برای بیماران مبتلا به دیابت نوع ۲ استفاده شوند.
مقدار کاهش هموگلوبین گلیکوزیله با مصرف داروهای مهارکننده آلفا گلوکوزیداز ٪۱-۰.۵ است.
- میگلیتول
- آکاربوز
- وگلیبوز

مصرف این داروها به علت کاهش میزان سوخت‌وساز قندها می‌تواند باعث کاهش وزن شود.

## آنالو‌گ‌های پپتیدی

### داروهای تزریقی مقلد اینکرتین
اینکرتین‌ها ترشح انسولین را تحریک می‌کنند. دو مولکول اصلی که تمامی مشخصات یک اینکرتین را دارند پپتید-1 شبه گلوکاگون (GLP-1) و پپتید مهاری معده (GIP) هستند. Dipeptidyl peptidase-4 هر دوی این مولکول‌ها را به سرعت غیر فعال می‌کند.

#### آنالوگ‌ها و آگونیست‌های تزریقی پپتید شبه گلوکاگون
آگونیست‌های پپتید شبه گلوکاگون به رسپتور غشایی GLP متصل شده و باعث افزایش ترشح انسولین از سلول‌های بتای لوزالمعده می‌شوند. از آن‌جایی که نیمه‌عمر پپتید شبه گلوکاگون درون‌زاد در حد چند دقیقه است استفاده از آنالوگ آن سودمند به نظر نمی‌رسد.
- اگزناتاید (با نام تجاری Byetta) نخستین آگونیست GLP-1 تأیید شده برای بیماری دیابت نوع ۲ است. اگزناتاید آنالوگ GLP نیست بلکه آگونیست گیرنده آن است.[۱۳][۱۳] شباهت ساختاری این دارو با پپتید شبه گلوکاگون ۵۳ درصد است و به همین علت مقاومت بیشتری در برابر تجزیه شدن توسط DPP4 داشته و نیمه‌عمر بالاتری دارد. مقدار کاهش هموگلوبین گلیکوزیله با مصرف این دارو ٪۱-۰.۵ است.
- لیراگلوتاید که یک آنالوگ انسانی GLP (شباهت ساختاری ۹۷ درصدی) است، توسط شرکت نوونوردیسک دانمارک و با نام تجاری Victoza توسعه پیدا کرده‌است. این دارو در سال ۲۰۰۹ توسط آژانس دارویی اروپا و در سال ۲۰۱۰ توسط سازمان غذا و داروی آمریکا برای دیابت نوع تأیید شد.[۱۴][۱۵][۱۶]
- تاسپوگلوتاید که در حال حاضر در فاز ۳ مطالعات بالینی قرار دارد.
- لیکسیسناتاید (Lyxumia)
- سماگلوتاید که آنالوگ GLP به عنوان جایگزین طولانی‌اثر برای داروی لیراگلوتاید توسط شرکت نوونوردیسک دانمارک تولید مطرح شد.

این داروها ممکن است باعث کاهش تحرک معده شوند که احتمالاً علت عارضه حالت تهوع است و شاید با همین مکانیسم باعث کاهش وزن می‌شوند.

#### مهارکننده‌های دی‌پپتیدیل پپتیداز۴ (DPP4)
مهارکننده‌های DPP4 با مهار این آنزیم جلوی تخریب GLP-1 را گرفته و باعث افزایش غلظت خونی GLP-1 می‌شوند.
آنالوگ‌های GLP-1 باعث کاهش وزن می‌شوند و عوارض گوارشی بیشتری دارند در حالی‌که به‌طور کلی مهارکننده‌های DPP4 روی وزن تأثیری نداشته و خطر عفونت و سردرد را افزایش می‌دهند. با این حال این دو دسته داروها جایگزینی برای دیگر داروهای ضد دیابت فراهم کرده‌اند. اگرچه در مصرف ترکیبی مهارکننده‌‌های DPP4 و سولفونیل‌اوره‌ها افزایش وزن و/یا افت قند خون مشاهده شده‌است اما اثر دراز مدت آن‌ها روی سلامتی و میزان مرگ هنوز ناشناخته است.
داروهای این دسته شامل موارد زیر است:
- ویلداگلیپتین: در سال ۲۰۰۸ توسط EU تأیید شد.
- سیتاگلیپتین: در سال ۲۰۰۶ توسط FDA تأیید شد.
- ساکساگلیپتین: در سال ۲۰۰۹ توسط FDA تأیید شد.
- لیناگلیپتین: در سال ۲۰۱۱ توسط FDA تأیید شد.
- الوگلیپتین
- سپتاگلیپتین
- تنلیگلیپتین
- جمیگلیپتین

مهارکننده‌های DPP4 میزان هموگلوبین گلیکوزیله را ٪۰.۷۴ کاهش دادند.

## تحریک‌کننده‌های دفع ادراری گلوکز
مهارکننده‌های SGLT2 با مهار بازجذب گلوکز در توبول‌های کلیوی باعث افزایش میزان دفع گلوکز از طریق ادرار می‌شوند. این امر منجر به کاهش خفیف وزن و پایین آمدن سطح قند خون شده و با احتمال اندک هیپوگلیسمی همراه است. فرم خوراکی داروهای این دسته به تنهایی و در ترکیب با سایر داروها موجود است. هم‌چنین این داروها نشان داده‌اند که خطر مشکلات قلبی-عروقی در بیماران دیابت نوع ۲ را کاهش می‌دهند.
برخی داروهای این دسته شامل موارد زیر است:
- داپاگلیفلوزین
- کاناگلیفلوزین
- امپاگلیفلوزین: به صورت یک بار در روز مصرف می‌شود.

عوارض جانبی داروهای مهارکننده SGLT2 مستقیماً مرتبط با مکانیسم اثر آن‌ها است، عوارضی مانند کتواسیدوز، عفونت‌ مجاری ادراری، واژینیت کاندیدایی و هیپوگلیسمی.